# Universal Second Factor

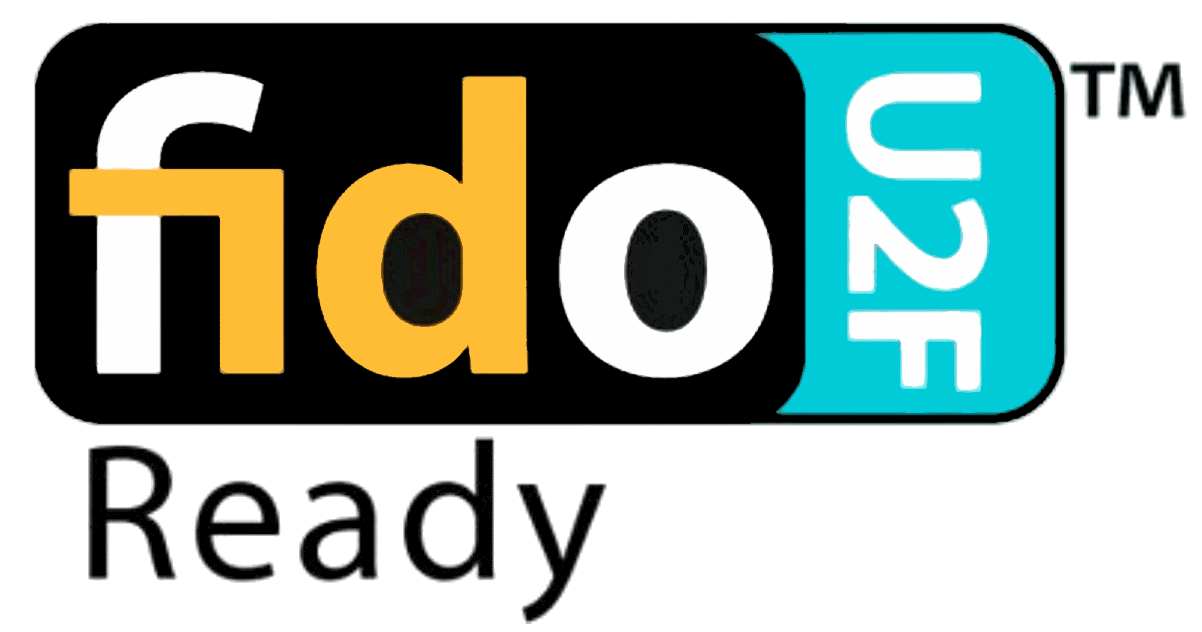
Logo de FIDO U2F

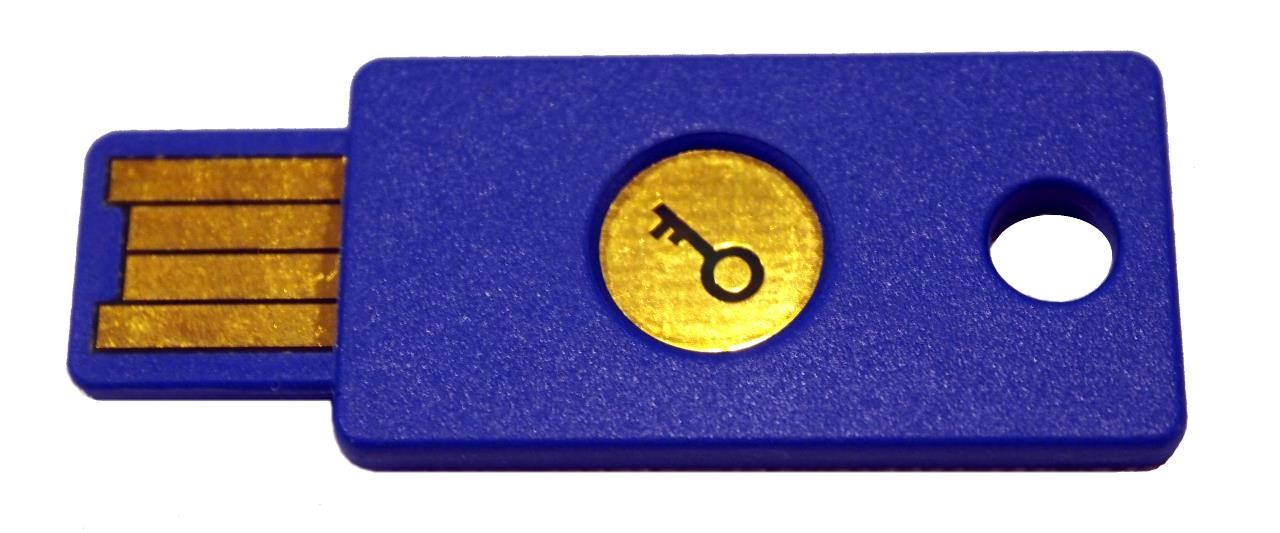
Une clé USB YubiKey

Universal Second Factor ou U2F (litt. « second facteur universel ») est une norme d’authentification ouverte qui vise à renforcer et à simplifier l’authentification à deux facteurs en utilisant des périphériques USB ou à communication en champ proche.
Initialement développée par Google et Yubico, la norme est désormais gérée par la FIDO Alliance, dont les normes CTAP2 et WebAuthn succèdent à la norme U2F, tout en étant rétro-compatibles.
L’U2F est prise en charge nativement par Google Chrome depuis la version 38 et Opera depuis la version 40. Mozilla le prend en charge depuis Firefox 57, mais ne l’a activé par défaut que dans Firefox 60. Thunderbird le prend en charge depuis la version 60. Microsoft Edge gère l’U2F avec un module (Microsoft a une prise en charge intégrée dans Windows 10),.
Certains sites Web la prennent également en charge comme méthode additionnelle d’authentification, tels que Google, Dropbox, de multiples forges (GitHub, GitLab, Bitbucket), Nextcloud, Facebook et autres.